# Luma apiculata
Арраян або чилійський мирт (Luma apiculata) — вид рослин роду лума (Luma) родини миртових (Myrtaceae), поширений в Патагонських Андах на території Чилі та Аргентини між 33 і 45º південної широти. Синоніми включають Myrtus luma Mol., Eugenia apiculata DC., Myrceugenia apiculata (DC.) Niedenzu і Myrceugenella apiculata (DC.) Kausel. Розмовні назви включають Arrayán (іспанська назва мирта), Kelümamüll (мовою мапуче), Palo Colorado і Temu.
Арраян росте повільно, формуючи невелике дерево висотою до 10-15 м, дуже рідко до 20 м. Стовбур здається завитим, вкритий гладкою корою, від сірого до яскраво-оранжевого кольору, що відпадає в міру росту дерева. Це вічнозелена рослина, із невеликим овальним листям 2-2,5 см завдовжки та 1,5 см завширшки та білими квітками, що з'являються раннім літом. Плід — їстівна чорна або синя ягода діаметром 1 см, визріває у вересні.
Дерево є типовим представником вальдивійського лісу в Чилі, в Аргентині росте від провінції Неукен на південь до річки Чубут.

## Галерея

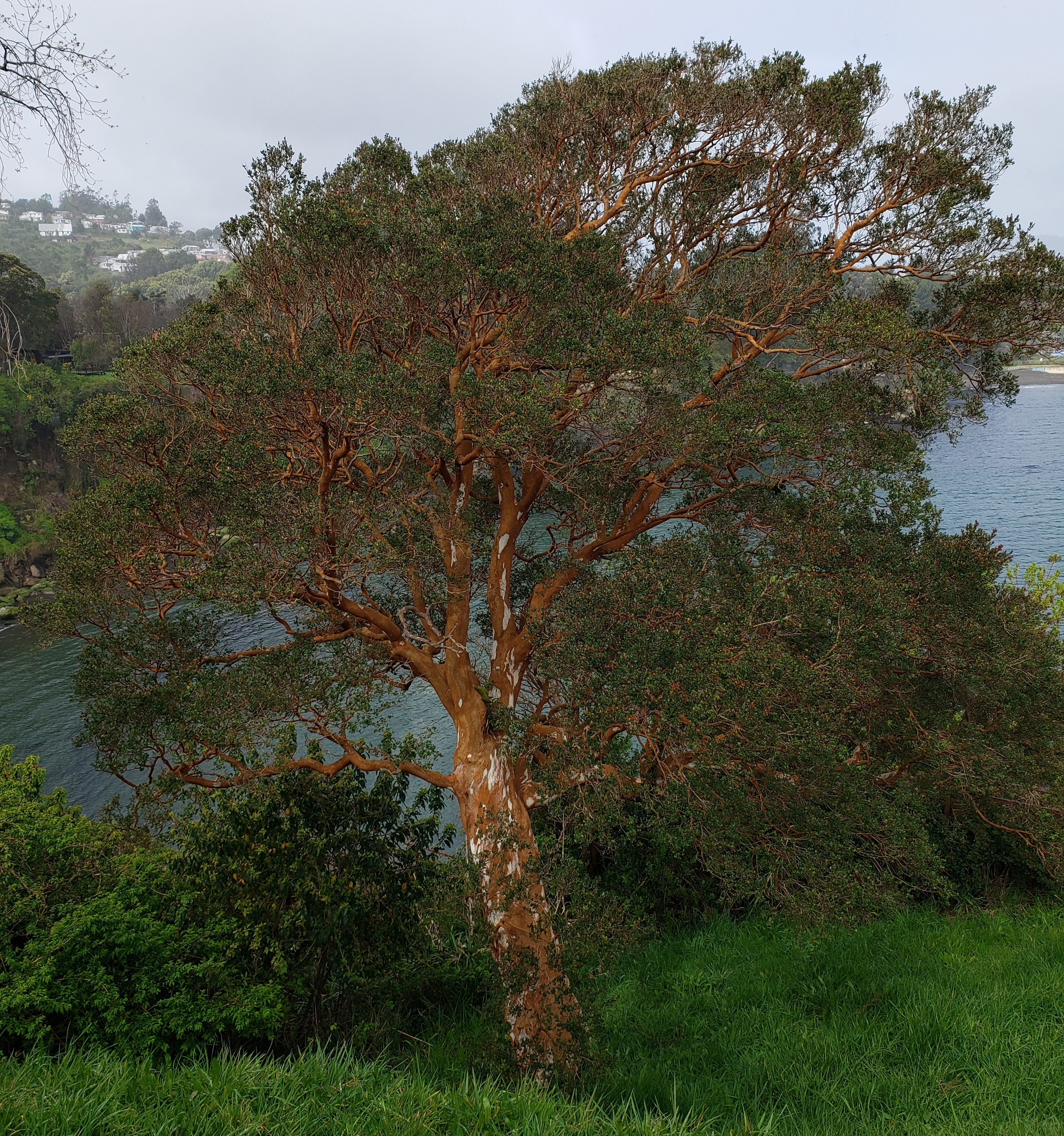
Дерево
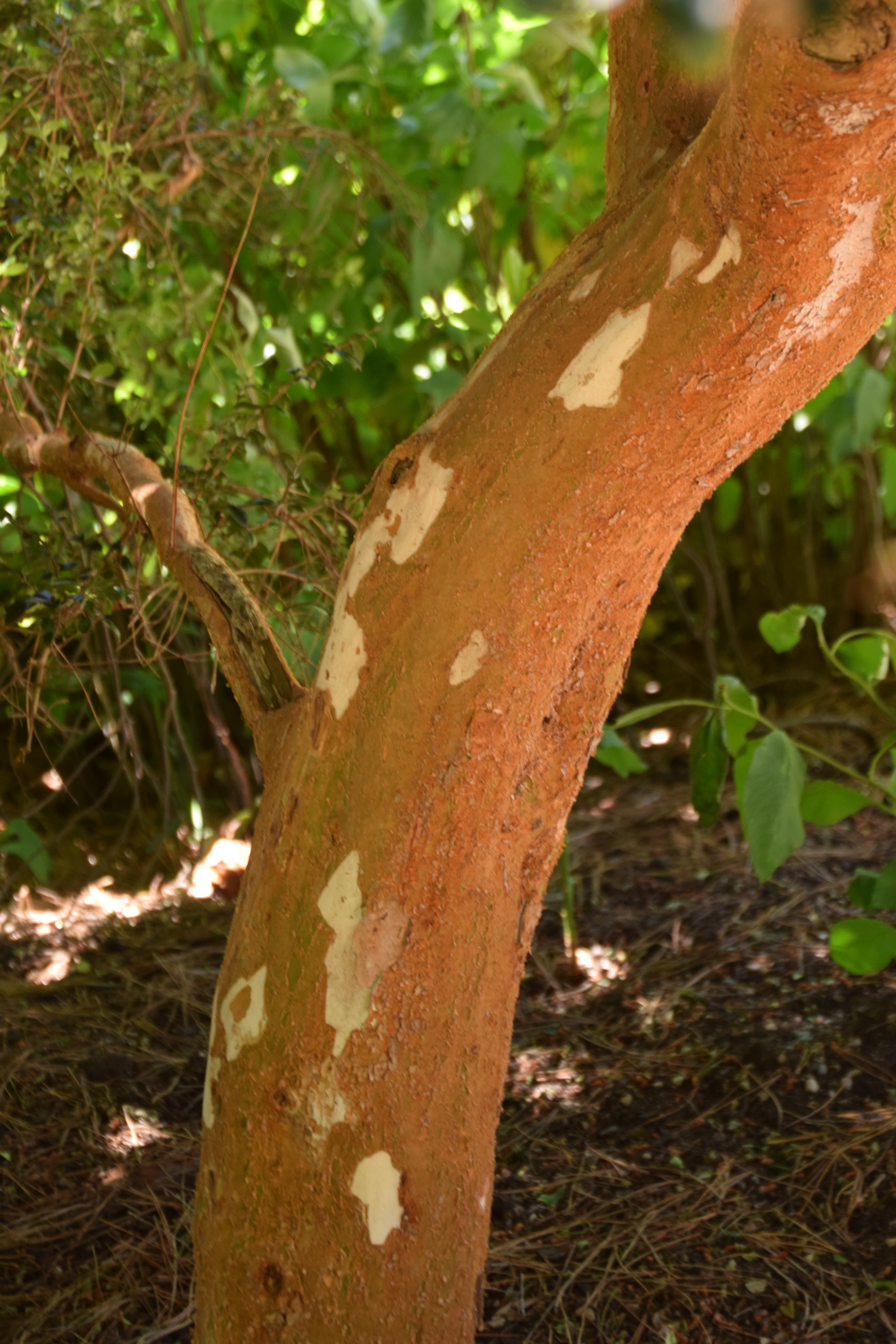
Стовбур
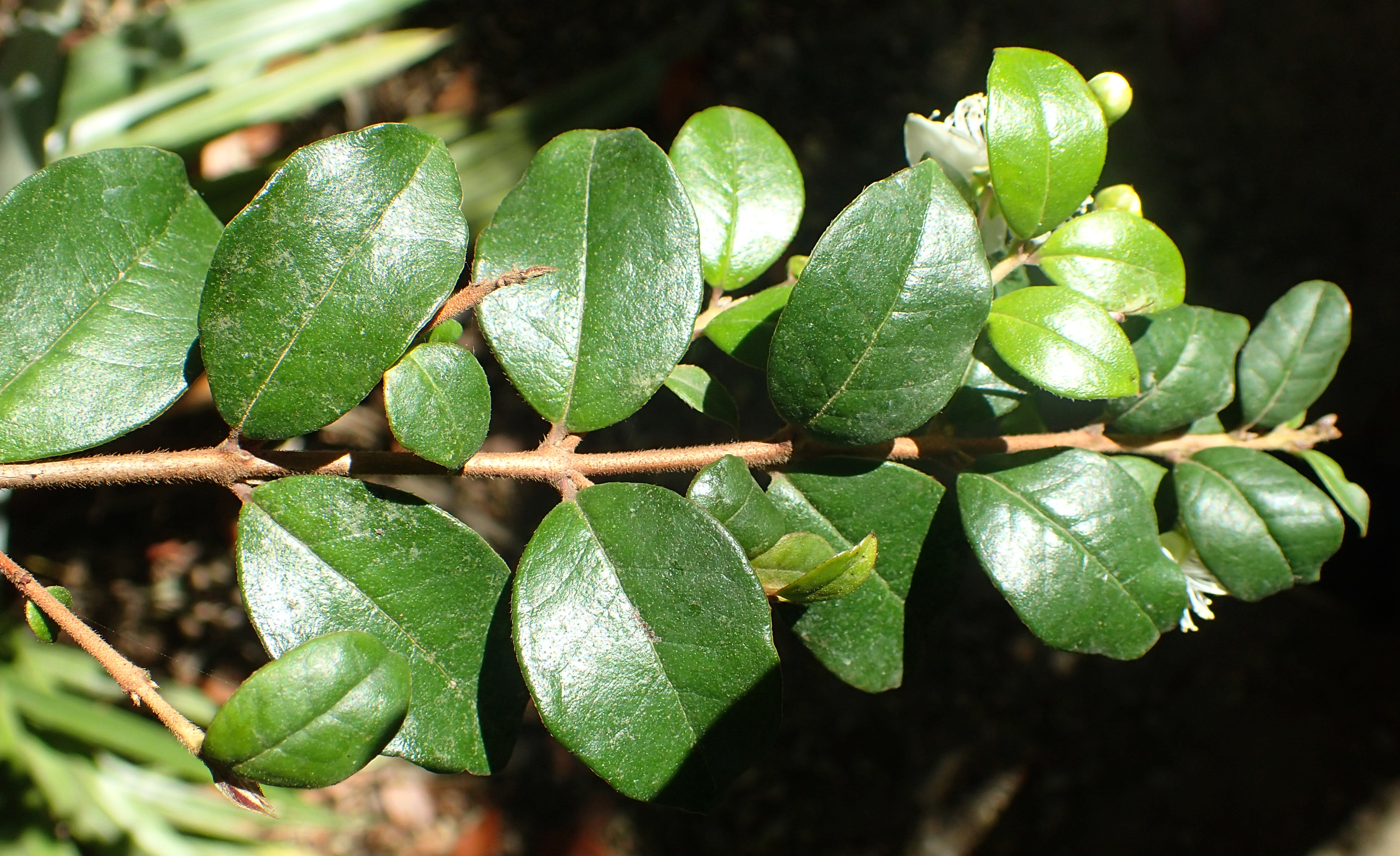
Листя
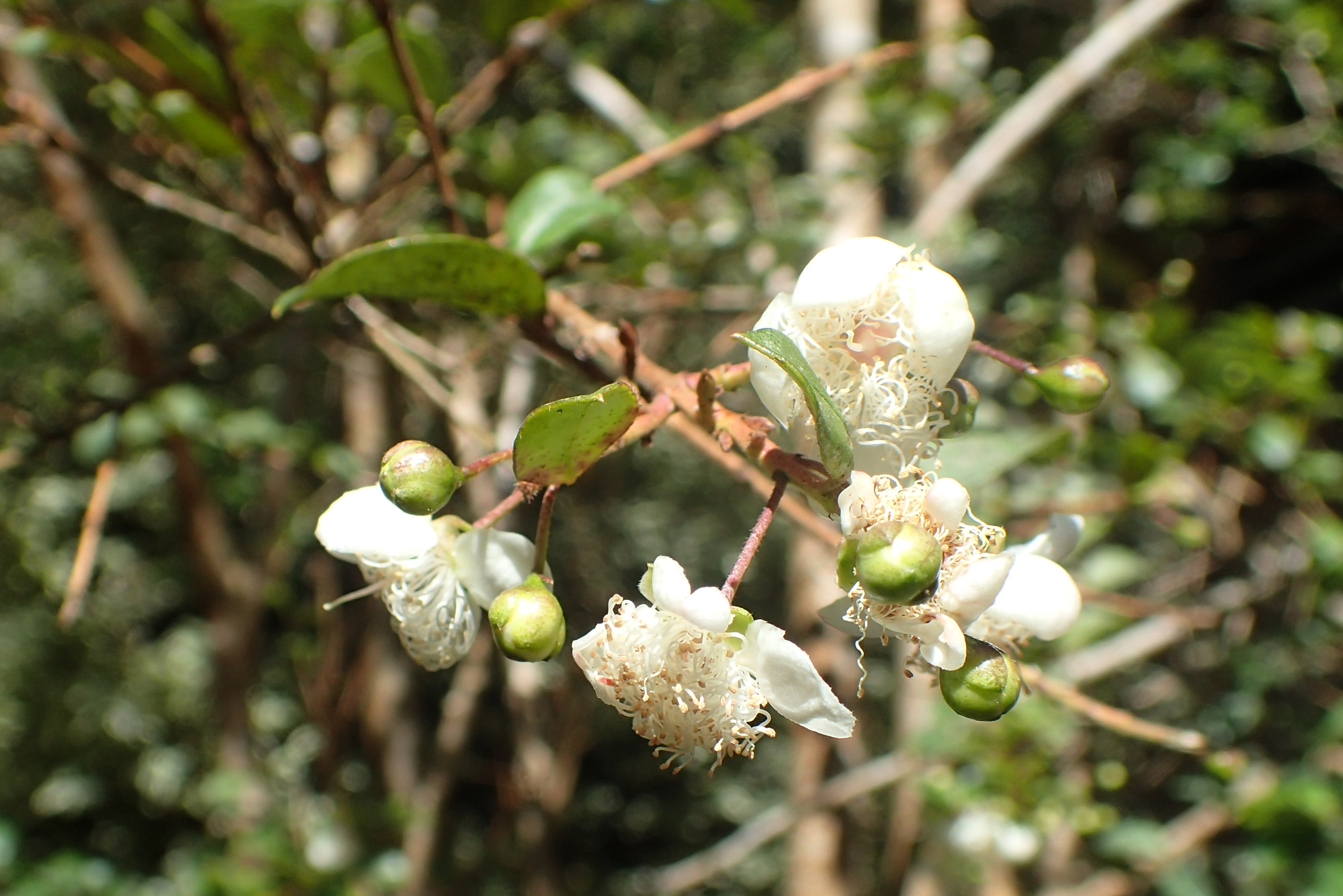
Квіти
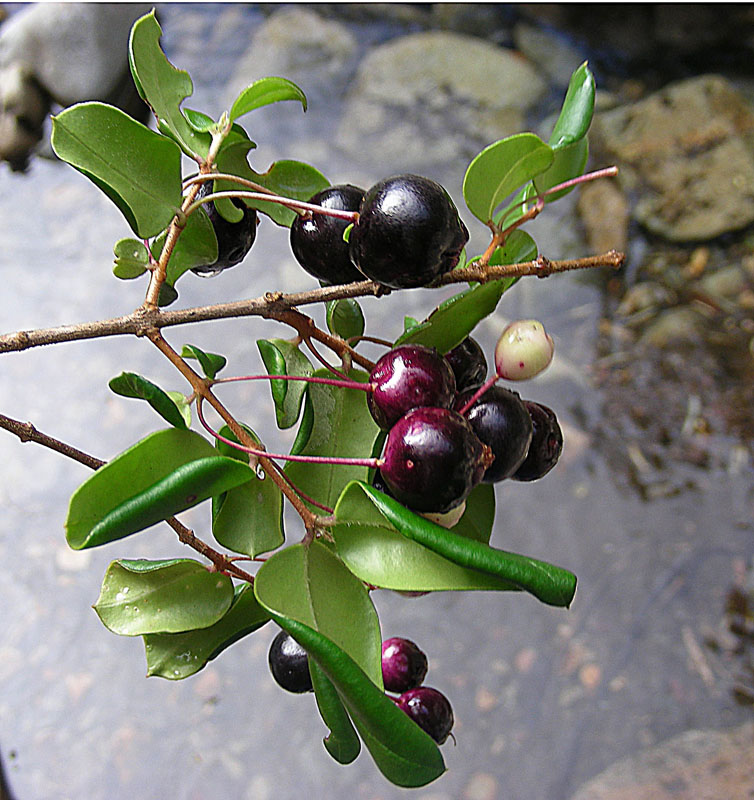
Плоди

| Гібіскус | Це незавершена стаття про квіткові рослини. Ви можете допомогти проєкту, виправивши або дописавши її. |